# Frank McAvennie
Frank McAvennie, né le 22 novembre 1959 à Glasgow (Écosse), est un footballeur écossais, qui évoluait au poste d'attaquant à West Ham et en équipe d'Écosse.
McAvennie a marqué un but lors de ses cinq sélections avec l'équipe d'Écosse entre 1985 et 1988.

## Carrière
- 1981-1985 : Saint Mirren
- 1985-1987 : West Ham
- 1987-1989 : Celtic FC
- 1989-1992 : West Ham
- 1992-1993 : Aston Villa
- 1993-1994 : Celtic FC
- 1994 : Swindon Town
- 1994-1995 : Falkirk
- 1994-1995 : Saint Mirren

## Palmarès

### En équipe nationale
- 5 sélections et 1 but avec l'équipe d'Écosse entre 1985 et 1988.

### Avec le Celtic
- Vainqueur du Championnat d'Écosse de football en 1988.
- Vainqueur de la Coupe d'Écosse de football en 1988 et 1989.